# Reggenza di Sigi
La reggenza di Sigi (in indonesiano: Kabupaten Sigi) è una reggenza dell'Indonesia, situata nella provincia di Sulawesi Centrale.